# Palau del Marquès de Grimaldi
El palau del Marquès de Grimaldi, també anomenat de Godoy, a Madrid, va ser projectat per Francesco Sabatini i realitzat durant els anys 1779 i 1780. Se situa al costat del cèntric carrer de Bailén i no lluny del Palau d'Oriente. Ocupat durant uns anys per Manuel Godoy, en l'actualitat el palau és la seu del Centro de Estudios Políticos y Constitucionales.

## Història
L'edifici va ser projectat per Francesco Sabatini i es va construir durant els anys 1779-80 en pedra i maó, conjugant aquests materials a l'estil dels restants monuments projectats per aquest arquitecte.
Aquest palau va passar de mans del rei Carles IV al polític Manuel Godoy, mitjançant una permuta amb uns habitatges que posseïa aquest últim. Godoy ho va decorar amb una fabulosa col·lecció de quadres, que incloïa dues obres mestres procedents de la Casa d'Alba: Venus del mirall de Diego Velázquez i L'educació de Cupido de Correggio. També van penjar aquí per un temps La maja nua i La maja vestida de Francisco de Goya, qui a més va pintar per encàrrec de Godoy quatre pintures al·legòriques de format circular. Una d'aquestes es va perdre, però les restants tres (entre elles l'Al·legoria de la Indústria) es conserven en el Museu del Prado.
En 1804 Godoy va rebre de l'Ajuntament de Madrid el Palau de Buenavista, en l'actual plaça de Cibeles, edifici que havia pertangut als Alba. Va ser llavors quan va deixar d'ocupar el Palau del Marquès de Grimaldi, portant-se els seus quadres més preuats.
Durant la Guerra del Francès el general Murat, cap de les tropes franceses que ocupaven Madrid en maig de 1808, va dirigir des d'aquest palau la labor de sufocar la revolta (Aixecament del dos de maig).
L'edifici va ser ocupat al segle xix per les secretaries de Gracia, de Marina, de Justícia i de Guerra, raó per la qual se li va arribar a conèixer com a Casa dels Ministeris. Part del seu posterior va ser demolit cap a 1868, arran de l'obertura de l'actual carrer de Bailén.

## Arquitectura

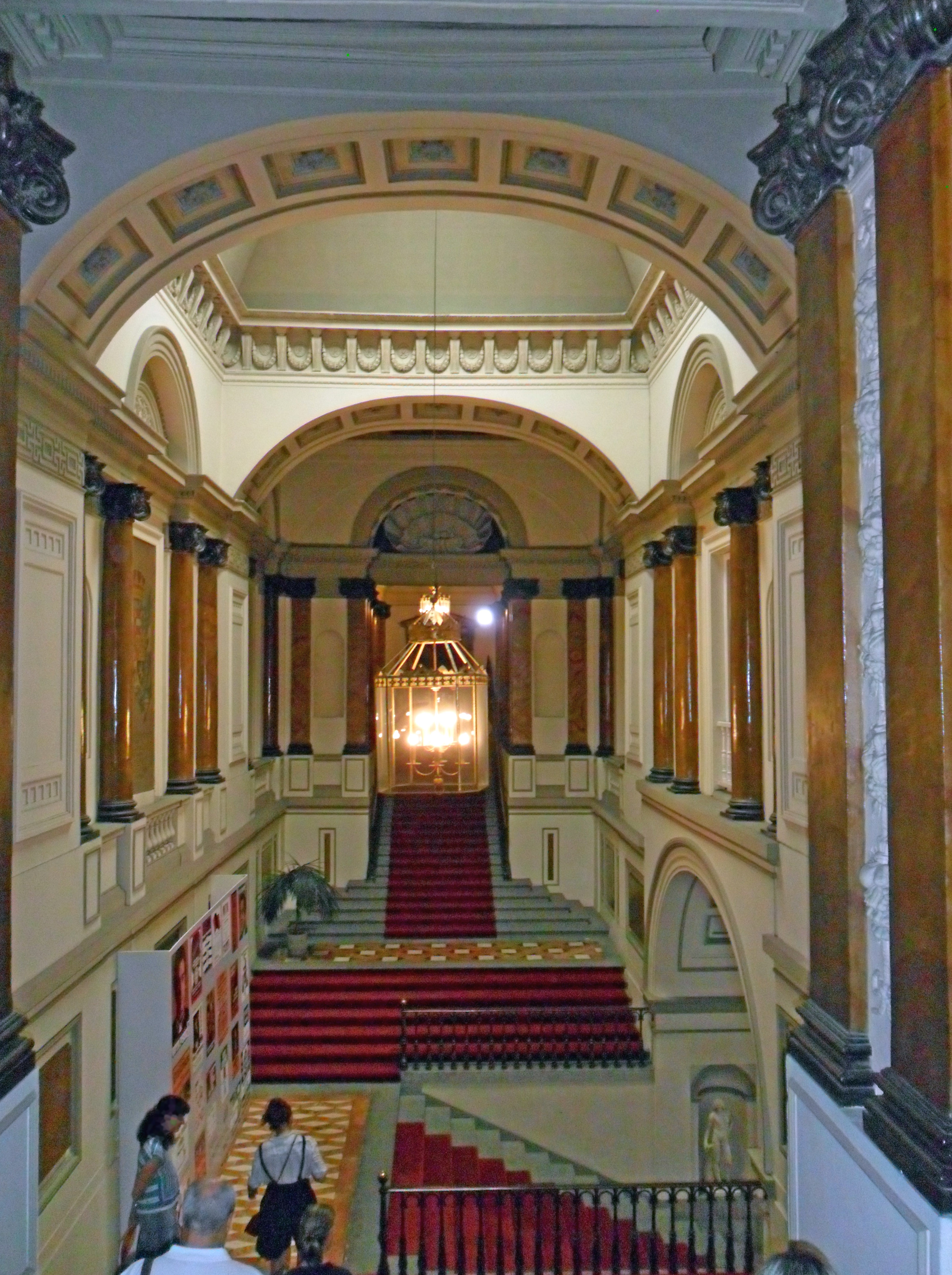
Escala dissenyada per Dugourc (c. 1800).

Sabatini va crear en aquest palau una tipologia singular, sense apartar-se dels criteris clàssic-barrocs que caracteritzen la seva obra a Espanya. La façana principal manté l'esquema de portada en arc de mig punt, donant-li certa unitat, ja que l'eix mitjà serveix d'element regularitzador dels tres buits, que s'obren en tots dos costats i que mantenen un ritme de llum i d'obertura diferent. En les façanes laterals, Sabatini utilitza el mateix llenguatge escarit i simplificat, però atorga diferent ritme a les obertures. Unifica la construcció per mitjà de la imposta contínua i una volada cornisa adornada amb grans mútuls. Les obertures del cos baix i principal estan adornades amb barbacanes.
L'ingrés a l'escala principal està enriquit amb vuit columnes de granit, d'ordre dòric, que assenten en el primer replà. Aquesta escala ha estat definida com una obra de gran teatralitat barroca i el seu disseny s'atribueix al decorador francès Jean-Démosthène Dugourc. Arrenca del sumptuós vestíbul, i presenta la singularitat de la situació dels graons laterals enfront del mur contenidor. Del primer replà de l'escala parteix cap a l'esquerra un branc de poques graderies, en granit, combinant-se amb els replans de marbre. A l'esquerra i dreta, parteixen des d'aquest punt dos brancs que acaben en el pis principal, il·luminats per mitjà de llanternes i decorats amb columnes i pilastres, d'ordre jònic.
El volum actual de l'edifici no és l'original, ja que arran de la construcció del carrer de Bailén cap a 1868, una part del bloc va ser demolida. En aquest sector se situava el despatx de Godoy.

## Despatx de Godoy
El sumptuós despatx que ocupava Godoy va ser dissenyat igualment per l'esmentat Dugourc. Sobresurten les seves parets empaneladas amb fustes luxoses, a la manera de les boiseries franceses. Davant la demolició parcial del palau, tota la decoració d'aquesta sala es va desmantellar i es va reconstruir a la seu del Ministeri de Marina, enclavada en el Passeig del Prado.

## Actualitat
En l'actualitat el Palau és la seu del Centro de Estudios Políticos y Constitucionales, dependent del Ministeri de la Presidència del Govern d'Espanya.